# Voislav Grubiša
Voislav Grubiša (* 12. Juli 1997) ist ein bosnischer Leichtathlet, der sich auf den Diskuswurf spezialisiert hat und aktuell Inhaber des Landesrekordes ist.

## Sportliche Laufbahn
Erste internationale Erfahrungen sammelte Voislav Grubiša im Jahr 2019, als er bei den U23-Europameisterschaften in Gävle ohne eine Weite in der Qualifikationsrunde ausschied. Anschließend belegte er bei den Balkan-Meisterschaften in Prawez mit 46,24 m den zehnten Platz. 2021 wurde er dann bei den Balkan-Meisterschaften in Smederevo mit 53,01 m Siebter. 2023 wurde er bei der 3. Liga der Team-Europameisterschaft im Rahmen der Europaspiele in Chorzów mit 53,64 m Vierter und im Jahr darauf belegte er bei den Balkan-Meisterschaften in Izmir mit 57,12 m den fünften Platz.
In den Jahren von 2020 bis 2023 wurde Grubiša bosnischer Meister im Diskuswurf.